# (69286) von Liebig
(69286) von Liebig  es un asteroide perteneciente al cinturón de asteroides, descubierto el 10 de octubre de 1990 por Freimut Börngen y Lutz Dieter Schmadel desde el Observatorio Karl Schwarzschild, en Alemania.

## Designación y nombre
von Liebig se designó inicialmente como 1990 TN9.
Más adelante fue nombrado en honor al químico alemán Justus von Liebig (1803-1873).

## Características orbitales
von Liebig orbita a una distancia media del Sol de 2,6472 ua, pudiendo acercarse hasta 2,0953 ua y alejarse hasta 3,1991 ua. Tiene una excentricidad de 0,2084 y una inclinación orbital de 11,2744° grados. Emplea en completar una órbita alrededor del Sol 1573 días.

## Características físicas
Su magnitud absoluta es 15,7.